# Griego noroccidental

Extensión de los dialectos griegos antiguos
1 a 4: eólico
5: jónico y 6: ático
7 a 14: dórico
15 a 18: noroccidental
19 a 21: arcado-chipriota

El griego noroccidental es un antiguo dialecto del griego muy relacionado con el dórico (tanto que a veces no hay ninguna distinción). Es tan sólo una distinción nominal si el primero se considera parte del segundo, el segundo del primero, o ambos parte de un único dialecto griego occidental: en cualquier caso, los subdialectos y su agrupación no varían.
El noroccidental se distingue del dórico en dos características generales:
- el dativo plural de la tercera declinación se hace en -οις en lugar de en -σι
- uso de ἐν + acusativo en lugar de εἰς

## Subdialectos
- Focidio, hablado en Delfos
- Locrio, hablado en la Lócrida, y subdividido en
  - ozolio u occidental, hablado en la costa del golfo de Corinto, hasta Anfisa
  - opuntio u oriental,[1] hablado en la costa de la Grècia continental, enfrente de Eubea noroccidental y hasta la ciudad de Opus
- Eleático, hablado en Olimpia, al noroeste del Peloponeso
- Koiné noroccidental, un dialecto parecido al ático, con algunas características del griego noroccidental y del dórico, relacionado con la Liga Etolia de los siglos III y II a. C.